# Campiglossa umbrata
Campiglossa umbrata
 es una especie de insecto díptero que Cresson describió científicamente por primera vez en el año 1907.
Esta especie pertenece al género Campiglossa de la familia Tephritidae.